# Yigong Cuo
Yigong Cuo (kinesiska: 易贡错) är en sjö i Kina. Den ligger i den autonoma regionen Tibet, i den sydvästra delen av landet, omkring 330 kilometer öster om regionhuvudstaden Lhasa. Trakten runt Yigong Cuo består i huvudsak av gräsmarker.
Genomsnittlig årsnederbörd är 912 millimeter. Den regnigaste månaden är juni, med i genomsnitt 197 mm nederbörd, och den torraste är december, med 4 mm nederbörd.